# Johnny Doughboy
Johnny Doughboy ist ein US-amerikanischer Musikfilm von John H. Auer mit Jane Withers in der Hauptrolle.

## Handlung
Die 16-jährige Schauspielerin Ann Winters ist seit ihrer Kindheit ein Filmstar. Trotz ihres Alters erhält sie noch immer Kinderrollen, in ihrem nächsten Film soll sie ein 12-jähriges Mädchen spielen. Ann fordert von ihrem Agenten Harry Fabian, dass sie nun doch auch erstmals eine Erwachsenenrolle spielen sollte, was dieser aber verhindern will, da es für ihre Karriere schadhaft sein könnte. Fabian verbietet ihr auch Beziehungen zu Jungen sowie Partys, da dies ihr Image schädigen würde, wenn es an die Öffentlichkeit käme. Ann flüchtet aus ihrer Hollywood-Villa und hinterlässt ihrer Sekretärin Biggy nur eine Notiz, dass sie kein Filmstar sein wollen, wenn sie dafür auf ihr Leben verzichten müsste. Unterdessen kommt die unschuldige Penny Ryan aus dem Mittleren Westen nach Hollywood, die ein Treffen mit Ann bei einem Wettbewerb gewonnen hat. Gewinner wurde sie, da sie Ann quasi aus dem Gesicht geschnitten ist. Auch Fabian ist von der Doppelgängerin überrascht, nutzt sie aber positiv: Da das Filmstudio der unauffindbaren Ann gedroht hatte, gefeuert zu werden, wenn sie nicht sofort herkommen würde; gibt Fabian gegenüber dem Filmstudio nun Penny als Ann aus.
Die echte Ann geht unterdessen der Sprit an einer provinzialen Bergstraße aus. Sie kommt an ein nahegelegenes Haus, in dem der Dramatiker Oliver Lawrence mit seiner Haushälterin Mammy lebt. Sie verliebt sich in den charmanten Autoren. Unterdessen begegnet Penny in Hollywood dem „The 20 Minus Club“, eine Gruppe von abgehalfterten Ex-Kinderstars, die ihre Karriere nicht wie Ann fortsetzen konnten. In der Gruppe ist auch Johnny Kelly, der ehemalige Freund und Co-Darsteller von Ann. Die Ex-Kinderstars bitten Penny, die sie für Ann halten, bei ihrer Show mitzumachen, mit welcher sie die Truppen im Zweiten Weltkrieg unterhalten. Penny verbringt ihre Zeit dort und mag die Show. Da Penny bzw. Ann aber zu erfolgreich ist, darf sie laut ihren Vertrauten aber nicht in ein so kleines Projekt einsteigen, weil es unter ihrer Würde wäre. So muss Penny als Ann das Mitwirken in der Show ablehnen und diese sogar „amateurhaft“ abtun; was sie aber zutiefst bereut.
Penny will nun Hollywood verlassen und in ihre Heimat Nebraska zurückkehren. Sekretärin Biggy kennt aber inzwischen die derzeitige Adresse von Ann und gibt Penny diese, damit die beiden Doppelgängerinnen zusammen weitere Schritte planen können. Penny will unbedingt an der Show teilnehmen und sammelt die Mitglieder des „20 Minus Club“ zur Begleitung auf. Ann ist schockiert, als sie erstmals im Haus von Mr. Lawrence auf ihre Doppelgängerin trifft. Sie behauptet gegenüber Penny, dass sie mit Oliver fast verlobt sei und nun mit diesem zusammen am Theater arbeiten wolle. Oliver überhört das Gespräch und bemerkt erst jetzt, wie ernsthaft der Teenager in ihn verliebt ist, und ruft seine erwachsene Tochter Jennifer zur Hilfe, damit diese sich als seine Geliebte ausgibt. Jennifer sei die Liebe seines Lebens, sagt Oliver gegenüber Ann, die daraufhin wütend aus dem Haus stürzt und Johnny begegnet. Johnny versöhnt sich wieder mit Ann und diese bemerkt, dass sie für die anderen Ex-Kinderstars viel bedeutet. Während Ann, Johnny und die anderen Kinder wenig später die Show aufführen, sitzt Penny im begeisterten Publikum.

## Hintergrund
Die Mitglieder des „20 Minus Club“ wurden tatsächlich überwiegend von ehemaligen Kinderstars gespielt, die den Zenit ihrer Karriere schon überschritten hatten. Auch Hauptdarstellerin Jane Withers hatte bereits weniger Erfolg als noch einige Jahre zuvor: Während sie in den 1930er-Jahren der kassenträchtigste Kinderstar hinter Shirley Temple war, wurde Johnny Doughboy bereits beim Poverty-Row-Studio Republic Pictures gedreht, das vor allem für seine B-Movies bekannt war.

## Auszeichnungen
Johnny Doughboy war auf der Oscarverleihung 1943 für einen Oscar in der Kategorie Beste Filmmusik nominiert.